# حاشیه نافعال

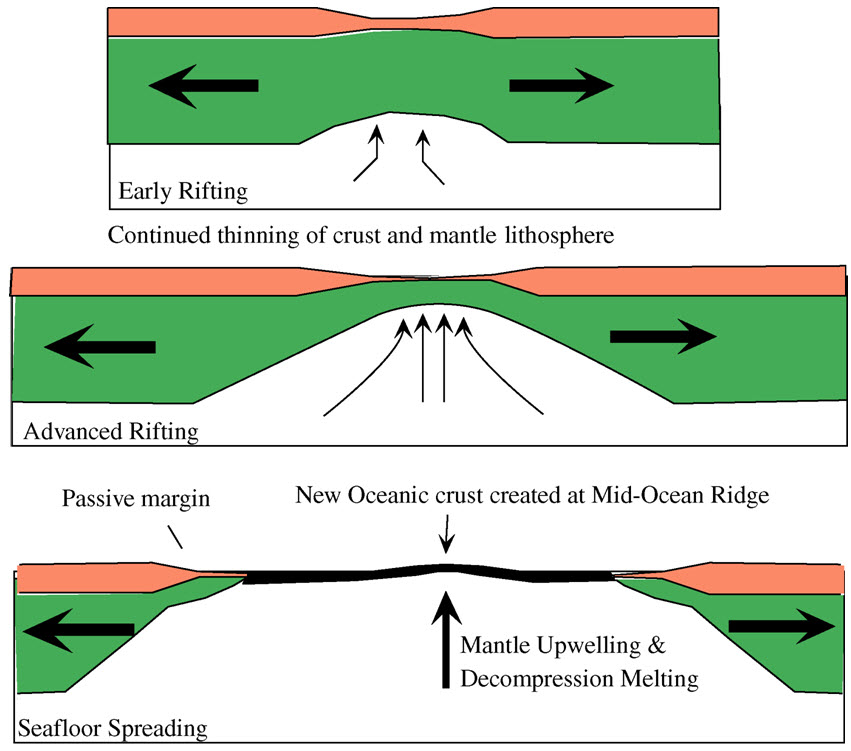
کافتی‌شدن و گسترش مرز گذار

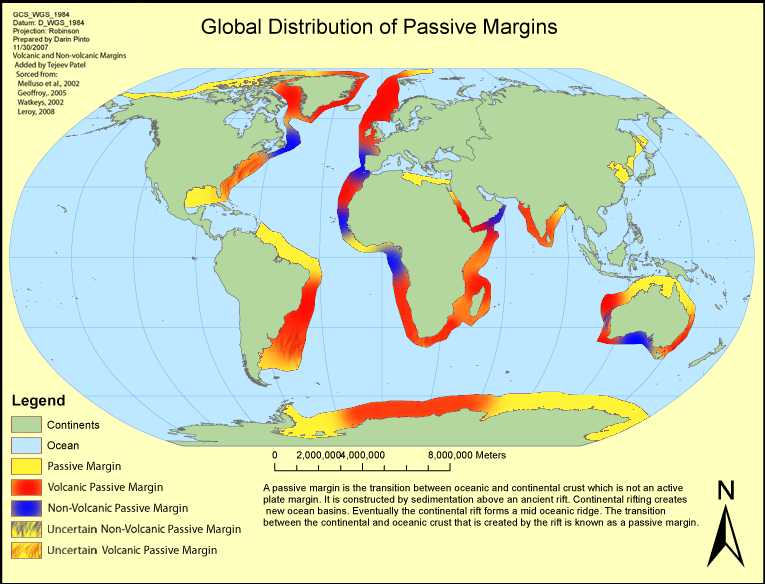
پراکندگی حاشیه‌های نافعال در زمین (نوارهای زرد)

حاشیه نافعال (انگلیسی: Passive margin) نوعی مرز میان پوسته اقیانوسی و پوسته قاره‌ای است که یک حاشیه فعال به‌شمار نمی‌رود. حاشیه نافعال توسط فرایند رسوب‌گذاری بر روی یک کافت که به نام سنگ‌کره انتقالی شناخته می‌شود پدید می‌آید. کافت‌های قاره‌ای حوضه‌های اقیانوسی جدید را پدیدآورده و در نهایت باعث تشکیل پشته میانی اقیانوس می‌شوند و محل کشش از مرز قاره-اقیانوس دور می‌شود. منطقه انتقالی میان سنگ‌کره اقیانوسی و قاره‌ای که بر اثر فعالیت‌های کافتی ایجاد شده است، به عنوان حاشیه نافعال یا خنثی شناخته می‌شود.
حاشیه‌های نافعال در همه مرزهای میان اقیانوس‌ها و قاره‌هایی که دارای گسل امتدادلغز و منطقه فرورانش نیستند یافت می‌شود. حاشیه نافعال در اطراف اقیانوس اطلس، اقیانوس منجمد شمالی و غرب اقیانوس هند و تمامی سواحل آفریقا، گرینلند، هند و استرالیا وجود دارد. این حاشیه‌ها همچنین در سواحل شرقی آمریکای شمالی و آمریکای جنوبی و غرب اروپا بیشتر است. احل جنوبگان یافت می‌شود. شرق آسیا نیز دارای تعدادی حاشیه نافعال است.